# Гюзелтепе (квартал в Еюпсултан)
„Гюзелтепе“ (на турски: Güzeltepe) е квартал на Истанбул, разположен в градска околия Еюпсултан. Общата му площ е 9,5 км2. Според данни на Адресната система за регистриране на населението (ABPRS) към 2024 г. населението на „Гюзелтепе“ е 33 653 жители.